# ジョシュア・ラウントリー
ジョシュア・ラウントリー（Joshua Rowntree、1844年4月6日 - 1915年2月10日）は、スカーブラ選挙区選出の庶民院議員として1886年イギリス総選挙で当選し、グラッドストン派自由党の一員として活動し、1982年イギリス総選挙において、1886年に破った保守党のサー・ジョージ・リレズビー・シットウェルに破れて落選した。

## 生い立ち
ラウントリーは、ヨークのブーサム校に学んだ。

## クエーカー
ラウントリーは、熱心なクエーカー（キリスト友会徒）であった。1892年に議会を離れた後、彼は「全身全霊をクエーカー主義の現代的再解釈に捧げた」とされる。彼は、イギリスのキリスト友会が、1895年のマンチェスター会議、1897年のスカーブラ夏季学校、1903年のバーミンガムにおけるウッドブルック・クエーカー・スタディ・センターの設立を通して、科学的発見と聖書的立場からの批判を調停し、旧来の時代遅れな慣習を捨てる上で、静かに一定の役割を果たした。1872年から1875年にかけては、キリスト友会の雑誌『The Friend』の編集長を務めた。
1913年には、スワースモア・レクチャーにおいて、「Social Service – Its Place in the Society of Friends」という題で講演した。

## 著書
- Opium habit in the East: A study of the evidence given to the Royal Commission on Opium, 1893–94. P. S. King & Son: Westminster, 1895.
- Applied Christianity and War. An address. [c. 1904.]
- The imperial drug trade. Methuen, First edition, 1905, Second edition, 1906[2]
- Social Service, its place in the Society of Friends. (Series: Swarthmore Lectures) Headley Bros.: London, 1913.